# تپه علی‌وردی
تپه علی وردی مربوط به دوران پیش از تاریخ ایران باستان تا دوران‌های تاریخی پس از اسلام است و در استان قزوین، شهرستان آوج، بخش مرکزی شهرستان آوج، روستای دشتک واقع شده و این اثر در تاریخ ۲۵ خرداد ۱۳۸۱ با شمارهٔ ثبت ۵۷۷۸ به‌عنوان یکی از آثار ملی ایران به ثبت رسیده است.